# Axanthosoma
Axanthosoma is een geslacht van vliesvleugeligen uit de familie Eurytomidae. De wetenschappelijke naam van dit geslacht is voor het eerst geldig gepubliceerd in 1913 door Girault.

## Soorten
Het geslacht Axanthosoma omvat de volgende soorten:
- Axanthosoma io Girault, 1915
- Axanthosoma nigrum Girault, 1913
- Axanthosoma ruskini Girault, 1926